# David Bradley (actor)
David John Bradley (Yorkshire, 17 de abril de 1942) es un actor y actor de voz británico conocido por sus papeles de Argus Filch en las películas de Harry Potter, además de Walder Frey en la serie Juego de tronos y el profesor Abraham Setrakian en la serie The Strain.

## Biografía
Bradley es un miembro veterano de la Royal Shakespeare Company (RSC), así como del Teatro Nacional. 
En 1991, recibió el Premio Laurence Olivier por su interpretación de El bufón o El loco en El Rey Lear en el Teatro Nacional. En 1993, recibió el Clarence Derwent Award por el papel de Polonius en Hamlet y Shallow en Henry IV, Part 2 en la RSC. En 2006 repitió la misma obra en el papel de principal, en la Royal National Theatre.
En el cine, la filmografía de David Bradley incluye gran variedad de papeles secundarios. El más importante en las películas de Harry Potter como el celador de Hogwarts, Argus Filch. Es una cara conocida de la televisión inglesa (destacando la BBC) y ha trabajado anteriormente con David Yates (director de las cuatro últimas adaptaciones de Harry Potter) en la película The Way We Live Now. También ha sido actor invitado en varias series y ha actuado repetidamente en la serie A Family at War.
En 2008 protagonizó junto a Michael Gambon la obra En tierra de nadie, de Harold Pinter, siendo nominado a un premio Laurence Olivier, llevándoselo finalmente el actor Derek Jacobi. Con esta obra debutó en el Gate Theatre de Dublín.
También ha participado en las series Ashes to Ashes y Los Tudor, ambas en 2009. Entre 2011 y 2017 interpretó esporádicamente a Walder Frey en la exitosa serie de HBO Juego de tronos. En 2012 participó en el episodio Dinosaurios en una nave espacial de Doctor Who y al año siguiente, interpretó al actor William Hartnell en el docudrama An Adventure in Space and Time, que narra la creación de Doctor Who. Ese mismo año tuvo un papel recurrente en la serie de ITV Broadchurch. También protagonizó la serie de Guillermo del Toro The Strain como el profesor Abraham Setrakian. En 2017 encarnó al Primer Doctor en el último capítulo de la décima temporada de Doctor Who.
Vive en Stratford-upon-Avon, donde es presidente del grupo de teatro Second Thoughts Drama Group.

## Filmografía
| Año       | Título                                             | Rol                          | Notas                                                                 |
| --------- | -------------------------------------------------- | ---------------------------- | --------------------------------------------------------------------- |
| 1971      | A Family at War                                    | Colin Woodcock               | Televisión                                                            |
| 1978      | The Professionals                                  | Terrorista                   | Televisión                                                            |
| 1987 1989 | Prick Up Your Ears American ninja 3                | Undertaker Sean Davison      | Película de TV                                                        |
| 1993 1992 | Ciborg cop                                         | Jack                         | Película de TV                                                        |
| 1993 1992 | Screenplay                                         | Mr Preach                    | Televisión – episodio: "Bad Girl"                                     |
| 1994      | Martin Chuzzlewit                                  | David Crimple                | Miniserie                                                             |
| 1994      | Performance                                        | Barnadine                    | Televisión – episodio: "Measure for Measure"                          |
| 1994      | Screen Two                                         | Director                     | Televisión – episodio: "Criminal"                                     |
| 1995      | Casualty                                           | Stanmore                     | Televisión – episodio: "Hit & Run"                                    |
| 1995      | The Vet                                            | Dick Sims                    | Televisión – episodio: "Relative Vaules"                              |
| 1996      | In Your Dreams                                     | Tutor                        | Televisión                                                            |
| 1996      | Wycliffe                                           | Joe Mawnan                   | Televisión – episodio: "Total Loss"                                   |
| 1996      | Band of Gold                                       | Alf Black                    | Televisión – episodio: "Hustling"                                     |
| 1996      | Our Friends in the North                           | Eddie Wells                  | Televisión                                                            |
| 1996      | A Touch of Frost                                   | Les James                    | Televisión – episodio: "Unknown Soldiers"                             |
| 1997      | Reckless                                           | Arnold Springer              | Miniserie                                                             |
| 1997      | The Moth                                           | Dave Waters                  | Película de TV                                                        |
| 1998      | Our Mutual Friend                                  | Rogue Riderhood              | Miniserie                                                             |
| 1998      | Tom's Midnight Garden                              | Abel                         |                                                                       |
| 1998      | Left Luggage                                       | Conserje                     |                                                                       |
| 1998      | Vanity Fair                                        | Sir Pitt Crawley             | Miniserie                                                             |
| 2000      | The King Is Alive                                  | Henry                        |                                                                       |
| 2001      | The Way We Live Now                                | Mr. Broune                   | Miniserie                                                             |
| 2001      | Harry Potter y la piedra filosofal                 | Argus Filch                  |                                                                       |
| 2001      | Gabriel and Me                                     | Abuelo                       |                                                                       |
| 2001      | Blow Dry                                           | Noah Thwaite                 |                                                                       |
| 2002      | This Is Not a Love Song                            | Mr Bellamy                   |                                                                       |
| 2002      | Nicholas Nickleby                                  | Nigel Bray                   |                                                                       |
| 2002      | Wild West                                          | Jake                         | Serie de TV                                                           |
| 2002      | Harry Potter y la cámara secreta                   | Argus Filch                  |                                                                       |
| 2003      | Midsomer Murders                                   | El hombre verde              | Serie de TV                                                           |
| 2004      | Harry Potter y el prisionero de Azkaban            | Argus Filch                  |                                                                       |
| 2004      | Exorcist: The Beginning                            | Padre Gionetti               |                                                                       |
| 2005      | Harry Potter y el cáliz de fuego                   | Argus Filch                  |                                                                       |
| 2006      | Lycanthropy                                        | Dueño del club               |                                                                       |
| 2006      | Ideal                                              | Stemroach                    | Serie de TV                                                           |
| 2006      | Sweeney Todd                                       | Padre de Sweeney             | Película de TV                                                        |
| 2007      | Hot Fuzz                                           | Arthur Webley                |                                                                       |
| 2007      | Harry Potter y la Orden del Fénix                  | Argus Filch                  |                                                                       |
| 2008      | I Know You Know                                    | Mr. Fisher                   |                                                                       |
| 2008      | The Daisy Chain                                    | Sean Cryan                   |                                                                       |
| 2008      | El color de la magia                               | Cohen el bárbaro             |                                                                       |
| 2009      | Harry Potter y el misterio del príncipe            | Argus Filch                  |                                                                       |
| 2009      | Harry Brown                                        | Leonard Attwell              |                                                                       |
| 2009      | The Tudors                                         | Will Somers                  | Serie de TV                                                           |
| 2010      | Another Year                                       | Ronnie                       |                                                                       |
| 2010      | The Holding                                        | Cooper                       |                                                                       |
| 2010      | The Sarah Jane Adventures                          | Shansheeth                   | Voz                                                                   |
| 2010      | New Tricks                                         | Simon Beswick / John Plummer |                                                                       |
| 2011      | Harry Potter y las Reliquias de la Muerte: parte 2 | Argus Filch                  |                                                                       |
| 2011–2017 | Juego de tronos                                    | Walder Frey                  | Serie de TV 6 episodios                                               |
| 2011      | Waking the Dead                                    | George Barlow                | Serie de TV                                                           |
| 2011      | Capitán América: el primer vengador                | Guardia de la torre          |                                                                       |
| 2012      | World Without End                                  | Hermano Joseph               | Miniserie                                                             |
| 2012      | Bad Education                                      | Ennis                        | Serie de TV                                                           |
| 2012–2013 | Prisoners' Wives                                   | Padre de Francesca           | Serie de TV                                                           |
| 2012      | Benidorm                                           | Stan Garvey                  | Serie de TV                                                           |
| 2012      | The Hollow Crown                                   | Jardinero                    | Television series Episodio: "Richard II"                              |
| 2012      | Doctor Who                                         | Solomon                      | Serie de TV Temporada 7, episodio 2: Dinosaurios en una nave espacial |
| 2012–2014 | Mount Pleasant                                     | Charlie                      | Serie de TV                                                           |
| 2013      | Broadchurch                                        | Jack Marshall                | Serie de TV                                                           |
| 2013      | An Adventure in Space and Time                     | William Hartnell             | Drama documental de TV                                                |
| 2013      | The World's End                                    | Basil                        |                                                                       |
| 2014–2017 | The Strain                                         | Profesor Abraham Setrakian   | Serie de TV                                                           |
| 2014      | Silk                                               | Juez Reynolds                | Serie de TV                                                           |
| 2016      | The Young Messiah                                  | Rabino viejo                 |                                                                       |
| 2016      | Beowulf                                            | Gorrik                       | Serie de TV                                                           |
| 2016      | Medici: Masters of Florence                        | Conde Bardi                  | Serie de TV                                                           |
| 2017      | Doctor Who                                         | Primer doctor                | Serie de TV Temporada 10, episodio 12: The Doctor Falls               |
| 2017      | Trollhunters                                       | Merlin                       | Voz, serie de Netflix                                                 |
| 2017      | Britannia                                          | Quane                        | Serie de TV                                                           |
| 2018      | Await Further Instructions                         | Abuelo                       |                                                                       |
| 2019-2020 | After Life                                         | Ray Johnson                  |                                                                       |
| 2022      | Pinocho de Guillermo del Toro                      | Geppetto                     | Voz                                                                   |
| 2023      | Chicken Run: Dawn of the Nugget                    | Fowler                       | Voz                                                                   |
| 2023      | Good Grief                                         | Duncan                       |                                                                       |

## Premios
Premios BAFTA
| Año  | Categoría                            | Trabajo     | Resultado |
| ---- | ------------------------------------ | ----------- | --------- |
| 2013 | Mejor actor de reparto de televisión | Broadchurch | Ganador   |

Premios Laurence Olivier
| Año  | Categoría                                   | Trabajo                             | Resultado |
| ---- | ------------------------------------------- | ----------------------------------- | --------- |
| 2009 | Mejor actor                                 | En tierra de nadie                  | Candidato |
| 2006 | Mejor interpretación en un papel secundario | Henry IV, Part 1 & Henry IV, Part 2 | Candidato |
| 1991 | Mejor actor secundario                      | El rey Lear                         | Ganador   |

Premios Saturn
| Año  | Categoría                            | Trabajo    | Resultado |
| ---- | ------------------------------------ | ---------- | --------- |
| 2014 | Mejor actor de reparto de televisión | The Strain | Candidato |